# Gare de Jánossomorja
La gare de Jánossomorja (en hongrois : Jánossomorja vasútállomás) est une halte ferroviaire hongroise, située à Jánossomorja.